# Palacio de los Marqueses de La Algaba
El palacio de los marqueses de La Algaba es un edificio histórico de la ciudad de Sevilla, Andalucía, España. Es uno de los mejores exponentes de la arquitectura mudéjar civil de la ciudad. Alberga el Centro de Arte Mudéjar de Sevilla.

## Historia
Este palacio fue mandado construir en 1474 por Juan de Guzmán y Torres, I señor de La Algaba. En 1475 fue heredado por su hermana, Beatriz de Guzmán, que adquirió una casa aneja al palacio. En 1482 esta casa aneja fue heredada por Beatriz de Valenzuela y el palacio pasó a Luis de Guzmán, II, señor de la Algaba. En 1481, casado con Inés Ponce, obtuvo autorización de Isabel la Católica para instituir un mayorazgo en favor de su hijo Rodrigo. En 1484, ya casado en segundas nupcias con Leonor de Figueroa, fundó dicho mayorazgo. Luis de Guzmán compró la casa aneja a Beatriz de Valenzuela en 1491.
Rodrigo de Guzmán heredó el palacio en 1495. En su matrimonio con Leonor de Acuña, hija del conde de Buendía, señor de Dueñas y adelantado de Cazorla, que tuvo lugar antes de 1516, incrementó su patrimonio familiar con la dote que la propia reina Isabel había legado a esta y con otras propiedades que él mismo adquirió.
En los siguientes años, Rodrigo fue adquiriendo una serie de casas anejas que fue añadiendo al palacio. Junto a este inmueble había una casa que había pertenecido a Gonzalo de Cervantes y que había sido heredada en 1474 por su hija, Leonor de Pineda, casada con Diego Mejía. Rodrigo de Guzmán adquirió esta casa aneja en 1508. Entre 1508 y 1516 adquirió otras dos casas anejas, pertenecientes a Alonso Pérez Melgarejo. En 1516 adquirió una casa a Juan de Cervantes por 115 000 maravedís, otra propiedad del Monasterio de la Trinidad por 12 000 maravedís y otra de la Cofradía y Hospital de Nuestra Señora de la Concepción por 7 000 maravedís. En 1522 compró otras casas a Juana Bernal por 40 000 maravedís. En 1523 compró a Antonia de Vejer unas casas por 10 000 maravedís. En 1526 adquirió las casas de Juan de Alfaro por 15 500 maravedís.
En 1511 Rodrigo recibió autorización de la Corona para incorporar nuevos bienes adquiridos a su mayorazgo en favor de su hijo Luis de Guzmán y Acuña, lo que hizo en 1526. Ese mismo año fundó otro mayorazgo para su segundo hijo, Pedro de Guzmán.
En 1526 Rodrigo de Guzmán encargó trece piezas de mármol al taller en Génova de Antonio María Aprile da Carona y Pier Angello de la Scalla. Seguramente se tratase de columnas, una chimenea, balaustradas y otros elementos de mármol que tuvo este palacio. Las columnas y parte de las balaustradas fueron expoliadas en el siglo XIX. Fueron trasladadas a una casa del siglo XVIII en el número 20 de la calle Zaragoza, que fue remodelada en el siglo XIX. El único objeto de mármol que conservaba el palacio en su rehabilitación es una columna de mármol en una esquina, que debió ser fabricada en Sevilla en el siglo XVII. A principios del siglo XX otra parte de las balaustradas estaba en el Cine Arrayán, situado en la zona de los jardines.
En 1527 el palacio fue heredado por Luis de Guzmán y Acuña, esposo de Leonor Manrique Fajardo. En 1565 Felipe II convirtió ese señorío en un marquesado.
Las obras realizadas en el palacio por Rodrigo fueron continuadas por sus sucesores. En 1576 consta que se realizaron otras obras en la casa. Las reformas del siglo XVI se hicieron en un estilo renacentista.
A principios del siglo XVII hubo un pasaje elevado entre el palacio y la cercana Iglesia de Omnium Sanctorum. Los marqueses tenían en la iglesia parroquial una tribuna, para asistir a misa en un lugar preferencial. Esta tribuna seguía allí a mediados del siglo XIX.
En 1637 la viuda del marqués, Juana Fernández de Córdoba, donó al Convento de San Francisco de La Algaba las 442 obras literarias que había en la biblioteca del palacio.
Luis Francisco Ramírez de Guzmán y Fernández de Córdoba, IV marqués de La Algaba, trasladó su residencia habitual a La Algaba y, en 1643, arrendó el palacio por cuatro años.
Entre finales del siglo XVIII y principios el XIX Eugenio Eulalio de Palafox y Portocarrero, XI marqués de La Algaba, realizó una serie de reformas en la planta baja del edificio, una portada que comunicaba la planta baja de la torre con el jardín y, sobre todo, reformas en la zona de dicho jardín.
Eugenio Eulalio realizó un contrato de compraventa del palacio en 1822 por 85 000 reales, puestos por Sebastián Duarte y Sartorio. El pago no se completó por un conflicto burocrático. En 1834 el XII marqués de La Algaba fue su hermano, Cipriano Palafox y Portocarrero. Posteriormente, pasó a María Francisca de Sales Palafox y Kirkpatrick, esposa del duque de Alba. En 1850 se solucionó el problema del censo y Duarte pagó la parte que faltaba.
En 1840 se derribó el arquillo que unía la casa con la Iglesia de Omnium Sanctorum. En 1841 Sebastián Duarte ya había arrendado la parte del jardín y sus edificaciones. En 1843 un terreno del palacio en la calle Amargura pasó a Manuel Amores y Parra. En 1844 vendió a Manuel Amores Parra un terreno junto a este, que da a la calle San Basilio. Se realizaron nuevas construcciones en estos lugares. En la primera mitad del siglo XX en la zona de los jardines, que dan a la calle Arrayán, hubo un cine de verano, el Cine Arrayán. En la década de 1970 se realizaron edificios de viviendas en la zona de los jardines.
En un plano de 1848 figura que en este palacio estaba el Teatro de Hércules. Otras zonas sirvieron de apartamentos, locales comerciales y almacenes.
En la década de 1850 el edificio fue propiedad de Agustín de Pruna. En la década de 1860 estaba bajo el usufructo de su viuda. En la década de 1940 el antiguo Teatro de Hércules pasó a ser un cine.
En 1957 Joaquín Romero Murube le dedicó un texto al palacio, ya bastante descuidado, lleno de añoranza.
En mayo de 1990 fue comprado por el Ayuntamiento de Sevilla.
Entre 1997 y 2002 la Gerencia de Urbanismo del Ayuntamiento de Sevilla llevó a cabo obras de rehabilitación, con fondos del Plan Urban de la Unión Europea. Entre 2002 y 2005 las obras fueron realizadas por la Gerencia de Urbanismo del Ayuntamiento de Sevilla con fondos propios y de los Programas de Operativos Locales de la Unión Europea.
Alberga en su interior la sede la Delegación de Participación Ciudadana y el Centro del Mudéjar.

## Descripción
La portada principal es de gran interés y posee dos cuerpos: el inferior construido con sillares de piedra, y el superior decorado con azulejos polícromos. El interior se organiza en 2 plantas alrededor de un patio central dispuesto sobre arquerías, las cuales estaban sostenidas por columnas de mármol procedentes de Génova, la mayoría de las cuales no se han conservado. Lateralmente puede verse una torre de estructura similar a la de la Torre de los Guzmanes situada en el municipio de La Algaba. Destaca el artesonado original de una de las salas de la planta baja, con dibujos formados por elementos vegetales y escudos de armas, así como la grandiosa escalera principal, que ha sido reconstruida minuciosamente.

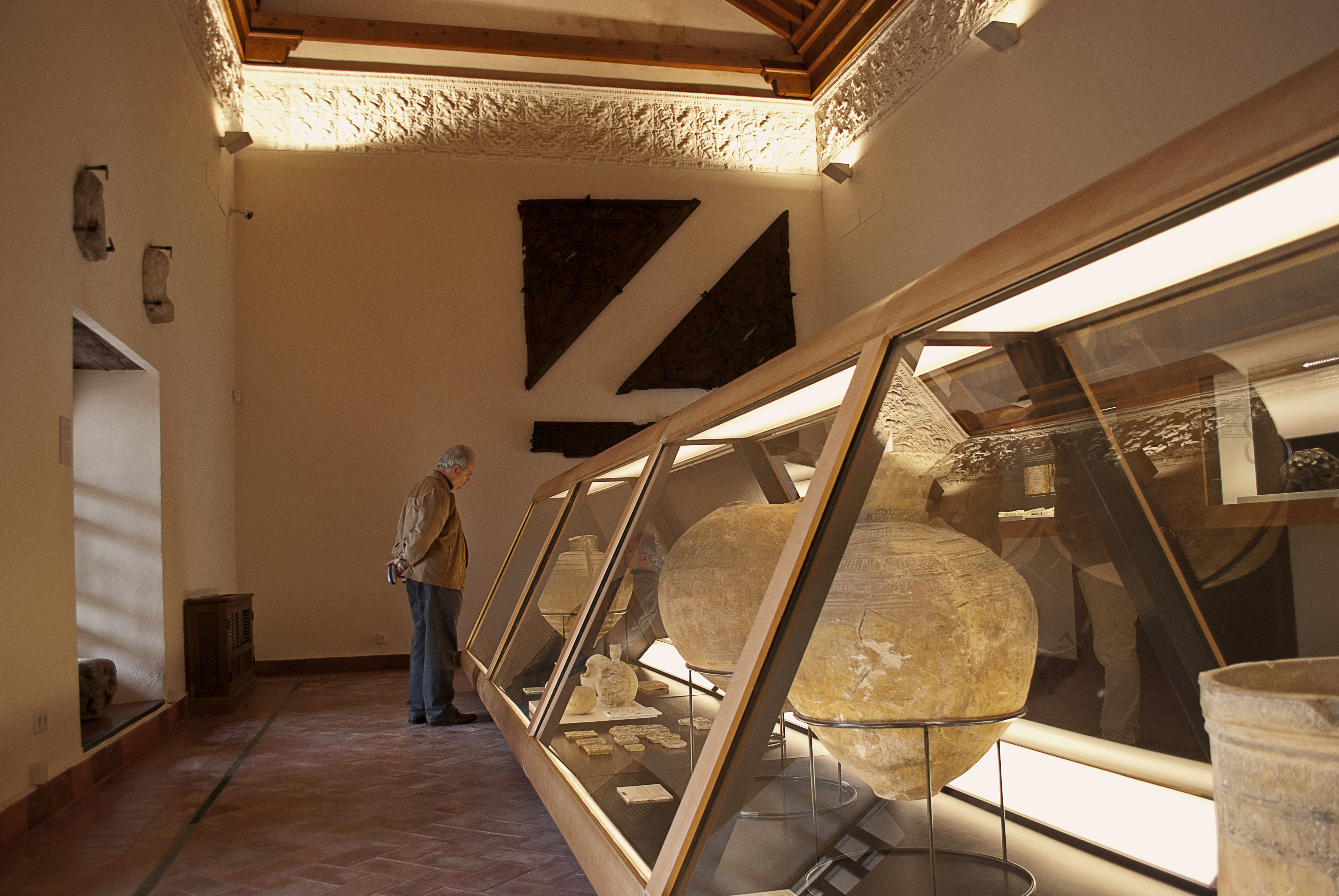
Vista de una de las salas del Centro del Mudéjar instalado en el palacio.

## Centro de Arte Mudéjar
El 11 de enero de 2013, el alcalde de Sevilla, Juan Ignacio Zoido, inauguró el Centro del Mudéjar en el palacio de los marqueses de La Algaba. Actualmente, se exponen un conjunto de 111 piezas relacionadas con este estilo artístico, entre las que destacan tinajas mudéjares, sellos, una pila bautismal, canes polícromos del siglo XV, paños de arrocabe, almizates, piñas de mocárabes de madera, fragmentos de yeserías, azulejos y lápidas góticas.